# Russell Kirsch
Pour les articles homonymes, voir Kirsch (homonymie).
Russell A. Kirsch, né le 20 juin 1929 à Manhattan et mort le 11 août 2020 à Portland, est un ingénieur et informaticien américain travaillant au National Institute of Standards and Technology. 
Il est l'inventeur du pixel. Il a également développé le premier scanner d'image numérique.

## Biographie

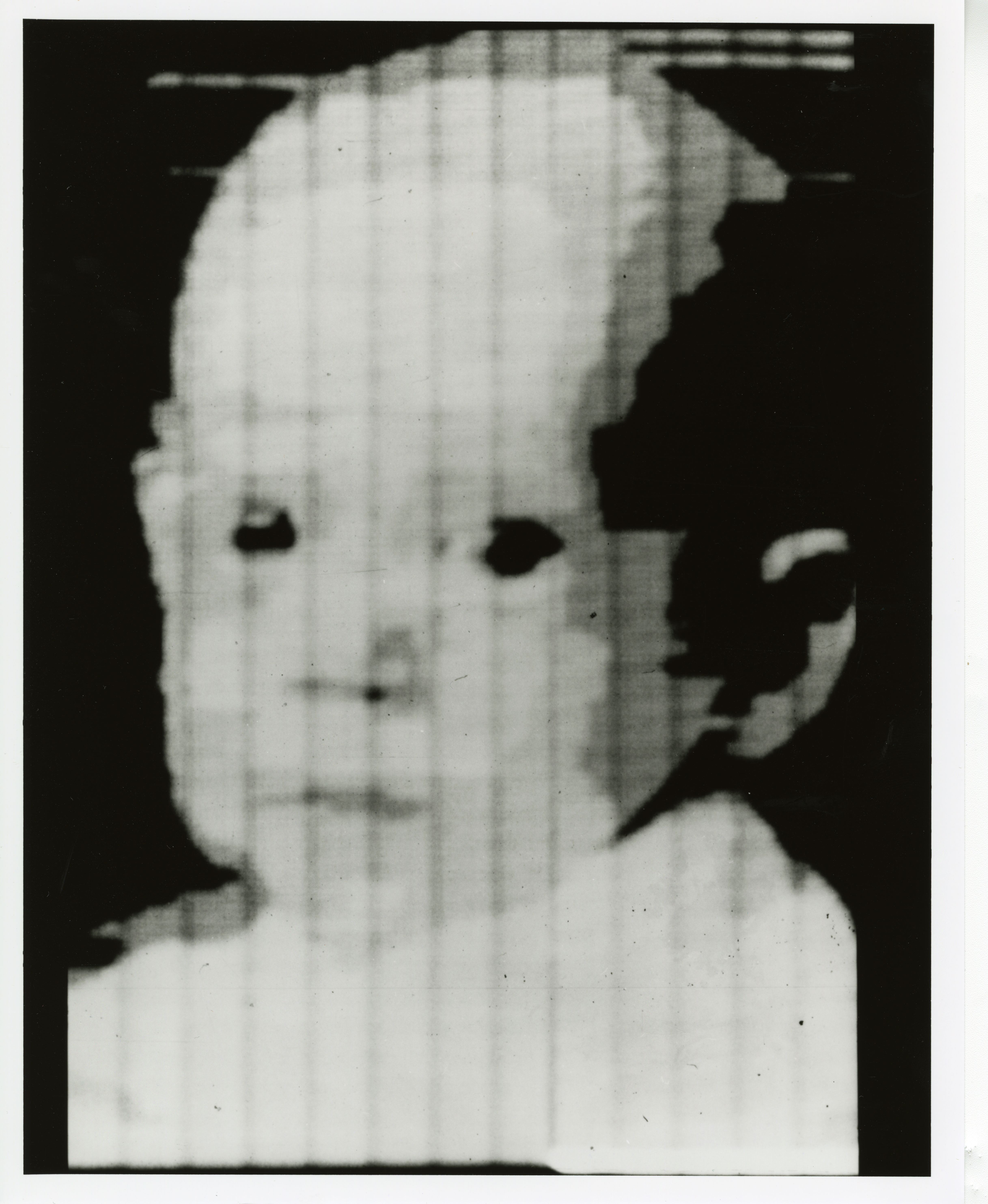
Image pionnière numérisée du fils de Russell Kirsch, Walden, 1957.

### Éducation
Kirsch naît à Manhattan le 20 juin 1929,. Il est d'origine juive : ses parents ont immigré aux États-Unis depuis la Russie et la Hongrie. Il fréquente la Bronx High School of Science, obtenant son diplôme en 1946. Il poursuit ses études à l'Université de New York en 1950, à l'Université Harvard en 1952 et plus tard au Massachusetts Institute of Technology. 

### Carrière
En 1951, Kirsch rejoint le National Institute of Standards and Technology au sein de l'équipe travaillant sur le SEAC (Standards Eastern Automatic Computer). Le SEAC est le premier ordinateur à programme enregistré des États-Unis à devenir opérationnel, étant entré en service en 1950.  
En 1957, l'équipe de Kirsch développe un scanner d'images numériques, pour « tracer les variations d'intensité sur les surfaces des photographies », et réalise les premiers scans numériques. L'une des premières photographies numérisées, une photo du fils de Kirsch, âgé de trois mois, a été capturée avec seulement 30 976 pixels, soit 176 × 176 pixels, dans une zone de 5 × 5 cm. La profondeur de bits n'était que d'un bit par pixel, en noir et blanc sans nuances de gris intermédiaires, mais, en combinant plusieurs numérisations effectuées à l'aide de différents seuils de numérisation, des informations en niveaux de gris pouvaient également être acquises. Ils ont utilisé l'ordinateur pour extraire des dessins au trait, compter des objets, reconnaître des caractères alphanumériques et produire des affichages d'oscilloscope.  
Kirsch a également proposé un opérateur pour la détection des bords.
Plus tard, Kirsch est devenu le directeur de la recherche de la Sturvil Corporation et un rédacteur en chef à l'Institut des ingénieurs électriciens et électroniciens (IEEE). Il a été rédacteur en chef de la revue Languages of Design.

### Vie privée
Kirsch a été marié à Joan (née Levin) Kirsch pendant 65 ans jusqu'à sa mort. Ensemble, ils ont eu quatre enfants : Walden, Peter, Lindsey et Kara. Kirsch a passé la majeure partie de sa vie professionnelle à Washington DC, où il a été affilié au National Institute of Standards and Technology pendant près de 50 ans. Il a déménagé à Portland (Oregon) en 2001 après sa retraite,.
Kirsch est décédé le 11 août 2020 à son domicile de Portland. Il avait 91 ans et avait souffert de démence dans la période précédant sa mort.

## Réalisations
En 2003, l'image scannée de son fils par Kirsch a été nommée par le magazine Life l'une des « 100 photographies qui ont changé le monde » raison de son importance dans le développement de la photographie numérique. L'image originale se trouve au Portland Art Museum.